# Легенда (фильм, 1970)
«Легенда» — совместный польско-советский фильм 1970 года режиссёра Сильвестра Хенциньского.

## Сюжет
О трогательной дружбе двух подростков, которых свела на своих трудных дорогах война, об их любви к польской девушке расскажет новая советско-польская картина «Легенда».
Зима 1943/1944 года. Оккупированная фашистами Польша. Польский гимназист Юрек из Варшавы, родителей которого расстреляли немцы в 1943 году, сбежав, ищет знакомых в деревне. Русский паренёк Сашка бежал с эшелона, в котором оккупанты везли его в концлагерь. Эти двое, прячась от немцев, случайно встречаются в лесу. Их объединяет общая судьба, общая надежда добраться до своих. Они будут скитаться вместе, найдут приют в крестьянском доме у польской девушки Юльки, которая спасёт их от голода и холода, но будут рваться за Вислу, к партизанам. Юлька постарается провести их через лес в партизанский отряд… За несколько дней у них будет и первый убитый фашист и первая любовь, они сумеют немало попортить жизнь немцам и немного помечтать — и Юрек и Сашка влюбляются в Юльку: Юрек мечтет о свадьбе с Юлькой, представляя себя в форме офицера Войска Польского, а Сашка представляет в мечтах, как привезет Юльку после войны в родную деревню. Акция карателей оборвёт их мечты и жизни.

Тема этого фильма — не нова: советско-польская дружба, совместная борьба с фашистами. Но мне кажется, что еще ни разу эта тема не была разработана так тонко и деликатно, как это удалось сделать сценаристам «Легенды». Драматические элементы в сценарии тесно переплетены с комическими, трагические эпизоды сменяются сценами, полными озорства, шуток, забавных неожиданностей. Именно поэтому я затрудняюсь определить жанр фильма. Я назвал бы его балладой. Это — воспоминания и размышления авторов о несостоявшейся любви героев, о дружбе, которая оборвалась внезапно и навсегда. Наконец, о том, что не сбылось, но живет в душе человека всю жизнь. О тех моральных ценностях, которые должна нести в себе современная молодежь .— режиссёр фильма Сильвестр Хенциньский

## В ролях
В главных ролях:
- Малгожата Потоцка — Юлька
- Николай Бурляев — Сашка
- Игор Страбужиньский — Юрек

В остальных ролях:
- Мария Збышевская — Яворова, мать Юльки
- Юзеф Новак — командир партизанского отряда
- Тадеуш Шмидт — дядя Юльки, партизан
- Францишек Печка — ксендз
- Януш Клосиньский — староста
- Ежи Турек — Франек
- Вацлав Ковальский — полицай
- Элиаш Куземский — Шульц, майор
- Здислав Кузняр — партизан
- Анджей Мрозек — партизан
- Леопольд Рене Новак — партизан
- Тадеуш Скорульский — партизан
- Станислав Винчевский — партизан
- Данута Водыньская — соседка Ставицкая
- Барбара Баргеловская — эпизод
- Даниил Нетребин — командир советских десантников

Фильм дублирован на русский язык, режиссёр дубляжа Александр Алексеев.
Текст от автора читает Артём Карапетян.

## О фильме
Сценарий написан советским кинодраматургом Валентином Ежовым совместно с крупным польским военным историком и публицистом Збигневым Залусским. Авторы подчёркивали, что поскольку события описываемые в фильме памятны целому поколению, они хотели, чтобы бывшие партизаны, прототипы героев, участники антифашистской борьбы, узнали себя в героях фильма.

И в «Балладе о солдате» и в других фильмах, в которых я принимал участие как сценарист, главное для меня — человек, его ощущения на войне, его психология. Лирическая интонация, пронизывающая военный фильм, как бы подчеркивает веру людей в мирное будущее. Мне кажется, что «Легенду» тоже удалось решить в лирическом плане.— сценарист фильма Валентин Ежов

## Награды
- 1971 — Премия II степени Министерства национальной обороны Польской народной республики.
- 1971 — Кинофестиваль «Lubuskie Lato Filmowe» — премия Товарищества Земли Свебодзинской за «поэтические качества».